# Otherwise Engaged
Otherwise Engaged is de negende aflevering van het vierde seizoen van het tienerdrama Beverly Hills, 90210, die voor het eerst werd uitgezonden op 3 november 1993.

## Verhaal
Brenda ontdekt dat de Carson familie haar heeft gedwongen om huwelijkse voorwaarden te signeren. Dit houdt in dat als ze scheidt van Stuart, ze geen geld zal ontvangen. Brenda voelt zich verraden en gekwetst en denkt dat Stuart geen vertrouwen in haar heeft. Toch signeert ze het als ze beseft dat Stuart zelf niets met het contract te maken heeft.
Steve wordt ingewijd op de universiteit en moet voor zijn ontgroening uitgaan met Laura. Omdat hij nog altijd uitgaat met Celeste, doet hij dit met tegenzin. Hij voelt zich echter aangetrokken tot Laura en gaat met haar vreemd. Ondertussen ontdekt hij dat John ook niet trouw is aan Kelly en het ene meisje na het ander verslindt.
Jim vraagt Dylan naar de achtergrond van Stuart en hij zegt dat hij een slechte invloed op Brenda kan hebben. Jim overhaalt hem om met Brenda te gaan praten, maar zij ziet hierdoorheen en voelt zich verraden door haar ouders. In een razende bui confronteert ze Jim en Cindy en stormt het huis uit. Dagenlang laat ze zich van niemand horen, tot ze aan Stuart vertelt in een hotel te verblijven waar hij voor betaald heeft.
Jackie zegt Kelly volledige voogdij te willen over Erin en de zaak naar de rechtbank te slepen. David wordt gedagvaard een getuigenverklaring tegen zijn vader af te leggen. Mels advocaat schotelt hem een gelogen verhaal voor, maar David heeft moeite met liegen. Hierna reageert hij zijn woede voor Jackie op Kelly af. Zij kan Davids gedrag tegen haar niet tolereren en kondigt aan voorlopig bij Jackie in te trekken. Donna suggereert hem het bij te leggen, maar heeft geen invloed.

## Rolverdeling
- Jason Priestley - Brandon Walsh
- Shannen Doherty - Brenda Walsh
- Jennie Garth - Kelly Taylor
- Ian Ziering - Steve Sanders
- Luke Perry - Dylan McKay
- Brian Austin Green - David Silver
- Tori Spelling - Donna Martin
- Carol Potter - Cindy Walsh
- James Eckhouse - Jim Walsh
- Ann Gillespie - Jackie Taylor
- Matthew Laurance - Mel Silver
- David Gail - Stuart Carson
- Paul Johansson - John Sears
- Dina Meyer - Lucinda Nicholson
- Scott Paulin - Professor Corey Randall
- Cress Williams - D'Shawn Hardell
- Robert Leeshock - Keith Christopher
- Christopher Allport - Maury
- Jennifer Crystal - Deborah
- Terri Hanauer - Jackie's advocate
- Tony Montero - Mels advocaat
- April Peterson & Arielle Peterson - Erin Silver